# Port lotniczy Liên Khương
Port lotniczy Liên Khương (Sân bay Quốc tế Liên Khương) – międzynarodowy port lotniczy położony w Đà Lạt w Wietnamie. 